# Nancy Kwanová
Nancy Kwanová (čínsky 關家蒨, pchin-jin Guān Jiāqiàn, * 19. května 1939 Hongkong) je americká filmová herečka čínského původu. Byla známá také jako Ka Shen nebo čínská Bardotová.

## Život
Její otec byl kantonský Číňan a matka pocházela z Velké Británie. Před japonskou okupací Hongkongu utekla její rodina do čínského vnitrozemí, po druhé světové válce matka rodinu opustila a vrátila se do Anglie. Nancy studovala v Londýně na Royal Ballet School, pro film ji objevil producent Ray Stark a obsadil ji do hlavní role filmu The World of Suzie Wong. Za svůj výkon získala Zlatý glóbus pro objev roku a byla nominována na Zlatý glóbus za nejlepší ženský herecký výkon (drama). Stala se jedním ze sexuálních symbolů šedesátých let a první velkou hollywoodskou hvězdou asijského původu. Od roku 1986 působí v organizaci Asian American Voters Coalition zaměřené na podporu asijských herců v USA.
Napsala knihu A Celebration of Life, Memories of My Son, věnovanou jejímu jedinému synovi Berniemu Pockovi, který zemřel ve věku 33 let na AIDS.
Jejím příbuzným je spisovatel Kevin Kwan.

## Filmografie

### Filmy
- 1960: The World of Suzie Wong
- 1961: Flower Drum Song
- 1962: The Main Attraction
- 1963: Tamahine
- 1964: Fate Is the Hunter
- 1964: Honeymoon Hotel
- 1966: Drop Dead Darling
- 1968: Dům sedmi rozkoší
- 1969: The Girl Who Knew Too Much
- 1970: That Lady From Peking
- 1973: Wonder Women
- 1974: The Pacific Connection
- 1975: Fortress in the Sun
- 1978: Night Creature
- 1982: Angkor: Cambodia Express
- 1983: Poslední ninja
- 1985: Walking the Edge
- 1988: Keys to Freedom
- 1990: Cold Dog Soup
- 1990: Zázračné přistání
- 1993: Dračí život Bruce Lee
- 1998: Mr. P's Dancing Sushi Bar
- 2005: Murder on the Yellow Brick Road
- 2016: Paint It Black

### Televizní seriály
- Pohotovost
- Zachraň mě
- Panský dům
- A-Team
- Knots Landing
- Kung Fu
- Hawaii Five-O